# Лубенский, Пётр Александрович
Пётр Александрович Лубенский (псевдоним, настоящая фамилия Афонский) (8 [21] ноября 1907, село Коренево, Курская губерния — 17 февраля 2003, Киев, Украина) — советский и украинский писатель, драматург, киносценарист.

## Биография
Пётр Афонский родился в селе Коренево Курской губернии (ныне посёлок городского типа Курской области). Печататься начал в 1925 году, ещё будучи студентом исторического факультета Московского университета, который окончил в 1930 году. Тогда же вышла его первая книга очерков «Весенняя атака». После службы в армии начал печататься в журналах «Крокодил», «Перец» и других как автор юмористических рассказов и фельетонов.
Участник Великой Отечественной войны. Прошёл через бои за освобождение Одессы, Молдавии, Югославии. Был несколько раз ранен. В Венгрии, в районе озера Балатон. получил пятое ранение и едва остался жив, сумев вырваться из горящей самоходки. Награждён орденом Красного Знамени, орденом Отечественной войны I степени и медалями.
После войны продолжил писательскую карьеру. В 1946 году был зачислен в штат журнала «Перец». Как драматург выпустил ряд разножанровых пьес. Кроме того, работал сценаристом на Киевской киностудии. Комедия по его сценарию «Королева бензоколонки» стала одним из лидеров советского кинопроката 1963 года (5-е место).
Член Национального союза писателей Украины с 1952 года. Более 40 лет руководил литературным объединением имени Олеся Донченко в Лубнах (отсюда и его творческий псевдоним Лубенский).
Был женат.
Сын — Виктор Петрович Афонский (в гражданском браке с Агеевой Марией Ивановной)
Дочь — Анна Павловна Миргородская.
Пётр Лубенский скончался 17 февраля 2003 года в Киеве в возрасте 95 лет.

## Пьесы
- 1949 — «Непокоренная полтавчанка»
- 1951 — «Соколята»
- 1957 — «Про деляг и стиляг»
- 1958 — «Песня над Бугом»
- 1960 — «Джерри в джунглях»
- 1990 — «Виноградная история»

## Сценарии
- 1953 — «Хрустальный кубок»
- 1959 — «Первый парень»
- 1962 — «Королева бензоколонки»

## Книги
- Весенняя атака — М., 1930.
- Нескорена полтавчанка (Ляля Убийвовк) : героїчна драма / Петро Олександрович Лубенський . — Київ : Мистецтво, 1950 . — 89 с.[5]
- Про деляг и стиляг (сборник юморесок), 1957.
- Крилата молодість : драма / Петро Олександрович Лубенський, Олександр Артамонов . — Київ : Держлітвидав України, 1959 . — 117 с.[6]
- Лубенський П. О. — Балада про неспокій. — Харків., 1968. — 6 с.
- Подвиг у темряві (Яків Батюк) : героїчна драма / Петро Олександрович Лубенський, Микола Наумович Шуст . — Київ : Мистецтво, 1971 . — 98 с.[7]
- Главная удача жизни : Повесть об А. Шлихтере / Пётр Лубенский, Борис Ванцак. — М. : Политиздат, 1980. — 368 с.[8]